# Run to You (chanson de Bryan Adams)
Pour la chanson homonyme de Whitney Houston, voir Run to You.
Singles de Bryan Adams
This Time
(1983) Somebody
(1985)
Run to You est une chanson interprétée par le chanteur de rock canadien Bryan Adams qu'il a co-écrite avec Jim Vallance. Sortie en single le 18 octobre 1984, c'est le premier extrait de l'album Reckless.
Avec ce single, certifié disque d'or au Canada, Bryan Adams élargit son succès. Il atteint la 1re place du classement Top Rock Tracks aux États-Unis et entre pour la première fois dans les classements des ventes de plusieurs pays hors d'Amérique du nord.

## Clip
Le clip est réalisé par Steve Barron. L'actrice britannique Lysette Anthony y fait une apparition et jouera dans quatre autres clips du même album.
Il reçoit plusieurs nominations aux MTV Video Music Awards en 1985: Meilleure réalisation, Meilleurs effets spéciaux, Meilleure direction artistique, Meilleur montage et Meilleure photographie, mais ne remporte aucun trophée,. 

## Distinctions
Run to You est nommé dans la catégorie Single de l'année aux Prix Juno en 1985. Lors de cette cérémonie, Bryan Adams est sacré Interprète masculin de l'année ainsi que compositeur de l'année avec Jim Vallance.

## Reprises
Run to You est reprise avec succès en 1992 par le groupe de dance anglais En-Rage (en). La formation sort tout d'abord le single sous le nom de Rage mais doit le modifier car un groupe de heavy metal allemand utilise déjà ce nom.
En 2003, c'est le groupe allemand d'eurodance Novaspace (en) qui la reprend. Cette version se classe en Autriche et en Allemagne.  

### Dans la culture populaire
- Run to You est intégré à la bande-son du jeu vidéo Grand Theft Auto: Vice City dans la radio Flash FM.

## Classements hebdomadaires
| Classement (1984-1985)                 | Meilleure position |
| -------------------------------------- | ------------------ |
| Australie (Kent Music Report)          | 24                 |
| Belgique (Flandre Ultratop 50 Singles) | 19                 |
| Canada (RPM 100 Singles)               | 4                  |
| États-Unis (Billboard Hot 100)         | 6                  |
| États-Unis (Top Rock Tracks)           | 1                  |
| Irlande (IRMA)                         | 8                  |
| Nouvelle-Zélande (RMNZ)                | 14                 |
| Pays-Bas (Nederlandse Top 40)          | 14                 |
| Pays-Bas (Single Top 100)              | 14                 |
| Royaume-Uni (UK Singles Chart)         | 11                 |

| Classement (1992-1993)                 | Meilleure position |
| -------------------------------------- | ------------------ |
| Australie (Kent Music Report)          | 56                 |
| Allemagne (GfK Entertainment)          | 14                 |
| Autriche (Ö3 Austria Top 40)           | 13                 |
| Belgique (Flandre Ultratop 50 Singles) | 6                  |
| Irlande (IRMA)                         | 4                  |
| Pays-Bas (Single Top 100)              | 11                 |
| Royaume-Uni (UK Singles Chart)         | 3                  |
| Suède (Sverigetopplistan)              | 6                  |
| Suisse (Schweizer Hitparade)           | 20                 |

### Novaspace
| Classement (2003)             | Meilleure position |
| ----------------------------- | ------------------ |
| Allemagne (GfK Entertainment) | 38                 |
| Autriche (Ö3 Austria Top 40)  | 38                 |

## Certifications

### Bryan Adams
| Pays                    | Certification | Date       | Unités certifiées |
| ----------------------- | ------------- | ---------- | ----------------- |
| Canada (Music Canada)   | Or            | 01/03/1985 | 50 000            |
| Danemark (IFPI Danmark) | Or            | 08/2024    | 45 000            |
| Royaume-Uni (BPI)       | Platine       | 01/11/2024 | 600 000           |